# Adios Sabata
Série Sabata
Sabata
(1969) Le Retour de Sabata
(1971)
Pour plus de détails, voir Fiche technique et Distribution.
Adios Sabata est un western spaghetti italien, réalisée par Gianfranco Parolini, sous le pseudonyme de Frank Kramer, sorti en 1970 .
Le film est la suite du film Sabata, sorti l'année précédente, et le deuxième opus de ce qui deviendra la trilogie Sabata un an plus tard avec la sortie du troisième opus, Le Retour de Sabata. Dans ce second volet, c'est Yul Brynner qui joue le rôle de Sabata, Lee Van Cleef ayant signé pour un autre film La Chevauchée des sept mercenaires (où il reprend le rôle du shérif Chris Adams créé par Yul Brynner dans Les Sept Mercenaires en 1960). Dans le film suivant, le dernier de la trilogie, Van Cleef tient à nouveau le rôle.

## Synopsis
En 1867, dans un Mexique en proie à la guerre civile, sous la domination de l'empereur Maximilien d'Autriche, Sabata, aventurier vêtu de noir, prête main-forte aux révolutionnaires mexicains pour chasser l'occupant franco-autrichien. Aidé de truands, il dérobe un chargement d'or destiné à l'empereur Maximilien. Mais il découvre que le coffre ne contient que du sable. Sabata ne s'avoue pas vaincu et décide de partir sur les traces du butin.

## Fiche technique
- Titre original : Indio Black, sai che ti dico : Sei un gran figlio di...
- Titre français : Adios Sabata
- Réalisation : Frank Kramer
- Scénario : Renato Izzo et Gianfranco Parolini
- Musique : Bruno Nicolai
- Production : Alberto Grimaldi
- Format : Couleurs  (Technicolor) - 35 mm - 2,35:1 (Techniscope) - Son mono
- Durée : 104 min
- Dates de sortie :
  - Italie : 30 septembre 1970
  - France : 12 juin 1971

## Distribution
- Yul Brynner (VF : Denis Savignat) : Sabata / Indio Black
- Dean Reed (VF : Dominique Paturel) : Ballantine
- Pedro Sanchez (VF : Claude Bertrand) :  Escudo
- Gérard Herter (VF : René Bériard) : le colonel Skimmel
- Sal Borgese  : Septiembre
- Joseph Persaud : Gitano (le gitan)
- Antonio Gradoli (VF : Yves Brainville) : Major Metternich
- Nieves Navarro : la danseuse au saloon de Kingsville

## Autour du film
Le personnage de Sabata a inspiré quantité d'autres westerns tournés à la même époque en Italie :
- 1970 : Et Sabata les tua tous (Lo irritarono et Santana fece piazza pulita) de Rafael Romero-Marchent
- 1970 : Arriva Sabata... de Tulio Demicheli
- 1970 : Wanted Sabata de Roberto Mauri
- 1970 : Creuse ta tombe Garringo, Sabata revient (Sei già cadavere amico... ti cerca Garringo !) de Juan Bosch
- 1970 : Ni Sabata, ni Trinita, moi c'est Sartana (Prima ti perdono... poi t'ammazzo) de Juan Bosch -
- 1971 : Sabata règle ses comptes (Quel maledetto giorno della resa dei conti) de Sergio Garrone -
- 1972 : Les Deux Fils de Trinita (I due figli di Trinità) d'Osvaldo Civirani
- Et un film érotique franco-belge, Les Filles du Golden Saloon  de Gilbert Roussel en 1975.